# Von Kathen
von Kathen är en svensk adelsätt, adlad 3 november 1692 och introducerad på riddarhuset den 6 november 1697.
Släktens stamfar var Gottfrid Kathe, handelsman och borgare i Stralsund, Svenska Pommern.